# Edgar Hernández Behrens
Edgar Hernández Behrens (n. Anaco, Estado Anzoátegui,1958) es un gerente venezolano, que ha desempeñado diversas posiciones de gestión pública en el área de economía y finanzas en Venezuela.

## Biografía
Edgar Hernández Behrens nació el 30 de diciembre de 1958 en Anaco, Estado Anzoátegui, estudió en la Academia Militar de Venezuela, donde obtuvo el título de Licenciado en Ciencias.
Posteriormente cursó estudios de especialización en Gerencia Empresarial y se ha desempeñado en altos cargos dentro de la administración pública entre los que se pueden mencionar: Superintendente de las Instituciones del Sector Bancario (SUDEBAN), Viceministro de Financiamiento para el Desarrollo del Ministerio de Finanzas, Presidente del Banco de Desarrollo Económico y Social de Venezuela (BANDES), Presidente del Banco de Fomento Regional Los Andes (Banfoandes) e Intendente Nacional de Tributos Internos del SENIAT. Además, ha sido miembro de las Juntas Directivas de la Compañía Anónima Nacional Teléfonos de Venezuela (CANTV) y de CAF-Banco de Desarrollo de América Latina.
También participó en el fallido golpe de Estado realizado por Hugo Rafael Chávez Frías en 1992. Estuvo preso hasta que el presidente Rafael Caldera realizó el indulto. Por este motivo siempre tuvo cargos importantes en el gobierno de Chávez fue uno de los creadores del control de cambio en el año 2002. 
En el año 2013, publicó un libro de gerencia titulado Dios en la Gerencia y los Negocios basado en su experiencia personal y en la gestión realizada cuando estuvo al frente de la presidencia del Banco de Fomento Regional Los Andes (Banfoandes), donde con la implementación de principios y valores durante su gestión se obtuvieron resultados muy positivos.